# 刘正臣
劉正臣（？—756年），原名客奴，唐朝平盧軍節度使。

## 生平
幽州昌平縣（今北京市昌平區）人，祖居懷州武陟縣（今河南省武陟縣）。少時通書道、武藝，擔任薛楚玉部下，抗擊室韋，斬殺其酋長段普恪，以功升至左驍衛將軍。
安史之亂時，呂知誨歸順安祿山、史思明。天寶十五年（756年），劉客奴刺殺了柳知晦，宣布平盧軍歸順朝廷。朝廷大喜，任劉客奴為平盧軍節度使，賜名正臣。劉正臣與安東都護王玄志互相應援。
劉正臣率兵攻擊燕都，被史思明打敗，劉正臣妻子與孩子被擄走，兩千車的軍用物資被史思明奪取，退回平盧，被毒死。
大曆九年（774年），追贈劉正臣兵部尚書。

## 考據
《舊唐書》與《新唐書》說，劉正臣被王玄志毒死。安祿山立徐歸道為節度使，後來王玄志又殺徐歸道，自立為節度使。
但當時的外國史料說，是徐歸道打算投靠安祿山，毒死劉正臣，自立為節度使。後來王玄志又攻擊徐歸道，斬徐歸道。
第一，如果是王玄志毒死劉正臣，王玄志應為節度使，但節度使地位卻由徐歸道所據。第二，王玄志與劉正臣理念較近。所以較有可能是徐歸道殺劉正臣。

## 親族
- 子劉全諒，曾任宋亳節度使。
- 子劉逸海，曾任燕州司馬。劉逸海之子劉悟曾殺平盧軍節度使李師道，歸順朝廷，被封為義成軍節度使。